# Општина Праид (Харгита)
Праид (рум. Praid) општина је у Румунији у округу Харгита.
Oпштина се налази на надморској висини од 659 m.